# Aleksandar Schalamanow
Aleksandar Stefanow Schalamanow (bulgarisch Александър Стефанов Шаламанов; * 4. September 1941 in Bojana; † 25. Oktober 2021 in Sofia) war ein bulgarischer Fußballspieler und Skirennläufer.
Neben Orvar Bergmark (Schweden, Bandy in Oslo 1952) und Alfred Eisenbeisser (Rumänien, Eiskunstlauf in Berlin 1936) ist er einer von nur drei Sportlern, die sowohl an einer Fußball-Weltmeisterschaft als auch an den Olympischen Winterspielen teilgenommen haben.

## Leben
Schalamanow begann seine Karriere als Fußballspieler 1960 bei ZSKA Sofia. 1962 wechselte er zum Stadtrivalen Slawia Sofia, für den er insgesamt 263 Liga-Spiele absolvierte. Mit Slawia gewann Schalamanow dreimal den Bulgarischen Fußballpokal (1963, 1964 und 1966) und erreichte das Halbfinale im Europapokal der Pokalsieger 1966/67.
Schalamanow wurde 1963 und 1966 zum Fußballer des Jahres und 1967 sowie 1973 zum Sportler des Jahres in Bulgarien gewählt.
Mit der bulgarischen Fußballnationalmannschaft nahm er an der Weltmeisterschaft 1966 und 1970 teil und absolvierte für diese insgesamt 42 Spiele.
Bei den Olympischen Winterspielen 1960 nahm Schalamanow als einer von drei Skirennläufern Bulgariens teil. Im Abfahrtslauf belegte er den 47. und im Riesenslalom den 37. Rang. Im Slalomrennen schied er aus.
Sein Sohn Stefan Schalamanow wurde ebenfalls Skirennläufer und startete bei den Olympischen Winterspielen 1988 in Calgary.
Aleksandar Schalamanov starb am 25. Oktober 2021. Einen Tag später benannte sein langjähriger Verein Slawia Sofia sein Stadion nach ihm.